# NGC 7303
NGC 7303 est une galaxie spirale située dans la constellation de Pégase. Sa vitesse par rapport au fond diffus cosmologique est de 3 353 ± 23 km/s, ce qui correspond à une distance de Hubble de 49,5 ± 3,5 Mpc (∼161 millions d'al). NGC 7303 a été découverte par l'astronome britannique John Herschel en 1828.
NGC 7303 présente une large raie HI. Elle est aussi une galaxie LINER, c'est-à-dire une galaxie dont le noyau présente un spectre d'émission caractérisé par de larges raies d'atomes faiblement ionisés.
À ce jour, six mesures non basées sur le décalage vers le rouge (redshift) donnent une distance de 37,633 ± 14,933 Mpc (∼123 millions d'al), ce qui est à l'extérieur des valeurs de la distance de Hubble. Notons que c'est avec la valeur moyenne des mesures indépendantes, lorsqu'elles existent, que la base de données NASA/IPAC calcule le diamètre d'une galaxie et qu'en conséquence le diamètre de NGC 7303 pourrait être d'environ 29,0 kpc (∼94 600 al) si on utilisait la distance de Hubble pour le calculer.